# Enrique Carreras
Enrique Carreras (Lima, 6 gennaio 1925 – Buenos Aires, 29 agosto 1995) è stato un regista peruviano.

## Biografia
Esordì collaborando con Juan Sires il quale sarebbe poi stato il suo produttore associato e, durante la sua lunga carriera, realizzò oltre cento film. Ha lavorato in Spagna.

## Filmografia

### Regia
- El mucamo de la niña (1951)
- Las zapatillas coloradas (1952)
- ¡Qué noche de casamiento! (1953)
- Suegra último modelo (1953)
- Los tres mosquiteros (1953)
- La tía de Carlitos (1953)
- La mano que aprieta (1953)
- Siete gritos en el mar (1954)
- Somos todos inquilinos (1954)
- Romeo y Julita (1954)
- Mi marido hoy duerme en casa (1955)
- Escuela de sirenas... y tiburones (1955)
- El fantasma de la opereta (1955)
- La cigüeña dijo ¡Sí! (1955)
- Ritmo, amor y picardía (1955)
- Luces de candilejas (1956)
- Música, alegría y amor (1956)
- Pecadora (1956)
- De noche también se duerme (1956)
- De Londres llegó un tutor (1958)
- El ángel de España (1958)
- El primer beso (1958)
- Angustias de un secreto (1959)
- Nubes de humo (1959)
- Obras maestras del terror (1960)
- Canción de arrabal (1961)
- Punto y banca'' o ''Patricia mía (1961)
- Tres alcobas (1962)
- El noveno mandamiento (1962)
- Los viciosos (1962)
- Hombres y mujeres de blanco (1962)
- Cuarenta años de novios (1963)
- El sexto sentido (1963)
- La mujer de tu prójimo (1963)
- La industria del matrimonio (1964)
- Ritmo nuevo, vieja ola (1964)
- Un viaje al más allá (1964)
- Los evadidos (1964)
- El Club del Clan (1964)
- Los hipócritas (1965)
- Fiebre de primavera (1965)
- Del brazo y por la calle (1966)
- De profesión sospechosos (1966)
- Mi primera novia (1966)
- El andador (1967)
- Ya tiene comisario el pueblo (1967)
- ¡Esto es alegría! (1967)
- ¿Quiere casarse conmigo? (1967)
- Operación San Antonio (1968)
- Matrimonio a la argentina (1968)
- Un muchacho como yo (1968)
- ¡Viva la vida! (1969)
- Corazón contento (1969)
- Los muchachos de antes no usaban gomina (1969)
- Amalio Reyes, un hombre (1970)
- Los muchachos de mi barrio (1970)
- Muchacho que vas cantando (1971)
- Aquellos años locos (1971)
- El veraneo de los Campanelli (1971)
- La valija (1971)
- Vamos a soñar con el amor (1971)
- La familia hippie (1971)
- Había una vez un circo (1972)
- El picnic de los Campanelli (1972)
- La sonrisa de mamá (1972)
- Hoy le toca a mi mujer (1973)
- Los padrinos (1973)
- Me gusta esa chica (1973)
- Yo tengo fe (1974)
- No hay que aflojarle a la vida (1975)
- Las procesadas (1975)
- La super, super aventura (1975)
- Los chicos crecen (1976)
- Así es la vida (1977)
- Las locas (1977)
- La mamá de la novia (1978)
- Los drogadictos (1979)
- Frutilla (1980)
- Sucedió en el fantástico Circo Tihany (1981)
- Ritmo, amor y primavera (1981)
- Los fierecillos indomables (1982)
- Los extraterrestres (1983)
- Los fierecillos se divierten (1983)
- Sálvese quien pueda (1984)
- Los reyes del sablazo (1984)
- Las barras bravas (1985)
- Mingo y Aníbal contra los fantasmas (1985)
- Miráme la palomita (1985)
- Mingo y Aníbal en la mansión embrujada (1986)
- Rambito y Rambón, primera misión (1986)
- Los colimbas se divierten (1986)
- Galería del terror (1987)
- Los colimbas al ataque (1987)
- El profesor punk (1988)
- Atracción peculiar (1988)
- Delito de corrupción (1991)

### Produttore
- Bólidos de acero (1950)
- La niña de fuego (1952)
- El protegido (1956)

## Riconoscimenti
- Ha vinto due volte il Silver Condor per il miglior film per Los evadidos e La valija .